# Liste des épisodes de Star Trek : La Nouvelle Génération

Cette page présente la liste des épisodes de la série télévisée Star Trek : La Nouvelle Génération.

## Première saison (1987–1988)
1. Rendez-vous à Farpoint (Encounter at Farpoint)
2. L'Enterprise en folie (The Naked Now)
3. Le Code de l'honneur (Code of Honor)
4. Le Dernier Avant-poste (The Last Outpost)
5. Où l'homme surpasse l'homme (Where No One Has Gone Before)
6. Le Solitaire (Lonely Among Us)
7. Justice (Justice)
8. La Bataille (The Battle)
9. Dans la peau de Q (Hide and Q)
10. Haven (Haven)
11. Le Long Adieu (The Big Goodbye)
12. Data et Lore (Datalore)
13. Angel One (Angel One)
14. 11001001 (11001001)
15. Un trop court moment (Too Short a Season)
16. Quand la branche casse (When the Bough Breaks)
17. Terre natale (Home Soil)
18. L'Âge de maturité (Coming of Age)
19. Gloire et patrie (Heart of Glory)
20. L'Arsenal de la liberté (The Arsenal of Freedom)
21. Symbiose (Symbiosis)
22. L'Essence du mal (Skin of Evil)
23. Paris sera toujours Paris (We'll Always Have Paris)
24. Conspiration (Conspiracy)
25. La Zone neutre (The Neutral Zone)

## Deuxième saison (1988–1989)
1. L'Enfant (The Child)
2. L'Emprise du silence (Where Silence Has Lease)
3. Élémentaire mon cher Data (Elementary, Dear Data)
4. Okona le magnifique (The Outrageous Okona)
5. L'Éclat d'un murmure (Loud as a Whisper)
6. Double personnalité (The Schizoid Man)
7. Sélection contre nature (Unnatural Selection)
8. Question d'honneur (A Matter of Honor)
9. Être ou ne pas être (The Measure of a Man)
10. La Dauphine (The Dauphin)
11. Contagion (Contagion)
12. Hôtel Royale (The Royale)
13. Boucle temporelle (Time Squared)
14. Icare (The Icarus Factor)
15. Correspondance (Pen Pals)
16. Docteur Q (Q Who?)
17. Le Piège des Samaritains (Samaritan Snare)
18. Nouvel échelon (Up the Long Ladder)
19. Chasse à l'homme (Manhunt)
20. L'Émissaire (The Emissary)
21. Jeux de guerre (Peak Performance)
22. Au seuil de la mort (Shades of Gray)

## Troisième saison (1989–1990)
1. Évolution (Evolution)
2. Prise de commandement (The Ensigns of Command)
3. Les Survivants (The Survivors)
4. Observateurs observés (Who Watches the Watchers)
5. Filiation (The Bonding)
6. Piégés ! (Booby Trap)
7. L'Ennemi (The Enemy)
8. Le Prix (The Price)
9. Vengeance (The Vengeance Factor)
10. Le Transfuge (The Defector)
11. Le Fugitif (The Hunted)
12. Les Hautes Terres (The High Ground)
13. Déjà Q (Deja Q)
14. Question de perspective (A Matter of Perspective)
15. L'Enterprise viendra d'hier (Yesterday's Enterprise)
16. Paternité (The Offspring)
17. Les Pêchés du père (Sins of the Father)
18. Allégeance (Allegiance)
19. Les Vacances du capitaine (Captain's Holiday)
20. Tin Man (Tin Man)
21. Fantasmes holographiques (Hollow Pursuits)
22. Les Jouets (The Most Toys)
23. Sarek (Sarek)
24. Ménage à Troi (Ménage a Troi)
25. Transfigurations (Transfigurations)
26. Le Meilleur des deux mondes [1/2] (The Best of Both Worlds)

## Quatrième saison (1990–1991)
1. Le Meilleur des deux mondes [2/2] (The Best of Both Worlds, Part II)
2. En famille (Family)
3. Les Frères (Brothers)
4. Humain, soudainement (Suddenly Human)
5. Souvenez-vous de moi (Remember Me)
6. Héritage (Legacy)
7. Réunion (Reunion)
8. Futur imparfait (Future Imperfect)
9. La Dernière Mission (Final Mission)
10. La Perte (The Loss)
11. Une journée de Data (Data's Day)
12. Meurtri (The Wounded)
13. Le Tribut du démon (Devil's Due)
14. Indices (Clues)
15. Premier contact (First Contact)
16. L'Enfant stellaire (Galaxy's Child)
17. Terreurs nocturnes (Night Terrors)
18. Crise d'identité (Identity Crisis)
19. Le Nième degré (The Nth Degree)
20. Qpidon (Qpid)
21. La Chasse aux sorcières (The Drumhead)
22. La Moitié d’une vie (Half a Life)
23. L'Hôte (The Host)
24. Vue de l’esprit (The Mind's Eye)
25. En théorie (In Theory)
26. Rédemption [1/2] (Redemption)

## Cinquième saison (1991–1992)
1. Rédemption [2/2] (Redemption, Part II)
2. Darmok (Darmok)
3. L’Enseigne Ro (Ensign Ro)
4. L’Entité de cristal (Silicon Avatar)
5. Désastre (Disaster)
6. Le Jeu (The Game)
7. Unification [1/2] (Unification)
8. Unification [2/2] (Unification, Part II)
9. Question de temps (A Matter of Time)
10. Nouveau départ (New Ground)
11. Le Culte du héros (Hero Worship)
12. Viols (Violations)
13. La Société modèle (The Masterpiece Society)
14. Énigme (Conundrum)
15. Rapports de force (Power Play)
16. Éthique (Ethics)
17. Paria (The Outcast)
18. Causes et effets (Cause and Effect)
19. Le Premier Devoir (The First Duty)
20. Le Prix d’une vie (Cost of Living)
21. La Parfaite Compagne (The Perfect Mate)
22. L’Amie imaginaire (Imaginary Friend)
23. Lou, le Borg (I, Borg)
24. Déphasage (The Next Phase)
25. Lumière intérieure (The Inner Light)
26. La Flèche du temps [1/2] (Time's Arrow)

## Sixième saison (1992–1993)
1. La Flèche du temps [2/2] (Time's Arrow, Part II)
2. Le Règne de la peur (Realm of Fear)
3. Le Tribun (Man of the People)
4. Reliques (Relics)
5. Schismes (Schisms)
6. Q ou non ? (True Q)
7. Les Petites Canailles (Rascals)
8. Pour une poignée de Data (A Fistful of Datas)
9. Les Exocompes (The Quality of Life)
10. Hiérarchie [1/2] (Chain of Command, Part I)
11. Hiérarchie [2/2] (Chain of Command, Part II)
12. Le Retour de Moriarty (Ship in a Bottle)
13. Aquiel (Aquiel)
14. Le Visage de l'ennemi (Face of the Enemy)
15. Tapisserie (Tapestry)
16. Droit ancestral [1/2] (Birthright, Part I)
17. Droit ancestral [2/2] (Birthright, Part II)
18. Vingt-huit minutes pour vivre (Starship Mine)
19. Leçons de musique (Lessons)
20. Le Secret (The Chase)
21. État d'esprit (Frame of Mind)
22. Soupçons (Suspicions)
23. Héritier légitime (Rightful Heir)
24. Deuxième chance (Second Chances)
25. Arrêt sur image (Timescape)
26. Descente aux enfers [1/2] (Descent)

## Septième saison (1993–1994)
1. Descente aux enfers [2/2] (Descent, Part II)
2. Liaisons (Liaisons)
3. Interface (Interface)
4. La Pierre de Gol [1/2] (Gambit, Part I)
5. La Pierre de Gol [2/2] (Gambit, Part II)
6. Cauchemars (Phantasms)
7. Heures sombres (Dark Page)
8. Les Enchaînés (Attached)
9. La Force de la nature (Force of Nature)
10. Héritage (Inheritance)
11. Parallèles (Parallels)
12. Le Pegasus (The Pegasus)
13. Terre promise (Homeward)
14. Sub Rosa (Sub Rosa)
15. Promotions (Lower Decks)
16. Contamination (Thine Own Self)
17. Masques (Masks)
18. L'Œil de l'admirateur (Eye of the Beholder)
19. Genèse (Genesis)
20. La Fin du voyage (Journey's End-)
21. Le Premier-né (Firstborn)
22. Les Liens de sang (Bloodlines)
23. Émergence (Emergence)
24. Attaque préventive (Pre-emptive Strike)
25. Toutes les bonnes choses… [1/2] (All Good Things...  Part I)
26. Toutes les bonnes choses… [2/2] (All Good Things...  Part II)